# Thành cổ Bern
Thành cổ Bern (tiếng Đức: Altstadt Berner) là trung tâm thành thời Trung Cổ của thành phố Bern, Thụy Sĩ. Được xây dựng trên một ngọn đồi hẹp được bao quanh ba mặt bởi dòng sông Aare, bố cục của nó về cơ bản vẫn không bị xáo trộn kể từ khi được xây dựng vào thế kỷ 12 cho đến 15. Mặc dù một trận hỏa hoạn lớn xảy ra vào năm 1405 nhưng sau đó phần lớn thành phố được xây dựng lại bằng đá sa thạch cùng với những nỗ lực đáng kể trong thế kỷ 18 khiến thành cổ vẫn giữ được nét đặc trưng thời Trung Cổ.
Thành cổ là nơi có nhà máy cao nhất Thụy Sĩ cùng các nhà thờ, cầu và một bộ sưu tập lớn các đài phun nước thời Phục hưng. Ngoài các tòa nhà lịch sử thì trụ sở của Hội đồng Liên bang, bang và thành phố cũng nằm trong khu vực thành cổ này. Thành cổ được UNESCO công nhận là Di sản thế giới từ năm 1983 cốt lõi là những công trình thời Trung Cổ nhỏ gọn còn nguyên vẹn và là một ví dụ tuyệt vời về việc kết hợp thế giới hiện đại vào một thành phố thời Trung Cổ. Nhiều tòa nhà trong khu vực thành cổ được xếp hạng trong danh sách tài sản văn hóa quốc gia.

## Lịch sử
Các khu định cư sớm nhất trong thung lũng của Aare có từ thời đại đồ đá mới. Trong thế kỷ 2 trước Công nguyên (TCN), thung lũng là nơi định cư của bộ lạc Helvetii. Sau cuộc chinh phục xứ Gallia của những người La Mã ở Helvetia, một khu định cư La Mã nhỏ được thành lập ở gần khu vực thành cổ. Tuy nhiên, khu định cư này nhanh chóng bị bỏ hoang trong thế kỷ 2 sau Công nguyên. Từ thời điểm đó cho đến khi thành lập Bern thì khu vực vẫn ổn định.

### Thành lập
Lịch sử của thành phố Bern bắt đầu được thành lập bởi Công tước Berthold V vào năm 1191. Truyền thuyết địa phương kể rằng, công tước thề sẽ đặt tên thành phố theo con vật đầu tiên mà ông ta gặp trong cuộc đi săn, hóa ra là một con gấu. Cả tên của thành phố (Bern có thể là viết tắt của Bär(e) n, bears) và con vật trên phù hiệu của nó đều xuất phát từ truyền thuyết này. Vào thời điểm đó, phần lớn Thụy Sĩ ngày nay (khi đó được coi là một phần của miền nam Bourgogne) thuộc thẩm quyền của nhà Zähringen. Các nhà lãnh đạo của Zähringer mặc dù không có công quốc thực sự của riêng họ nhưng đều được trao quyền công tước theo sắc lệnh của Vương quốc Đức, thực thi quyền lực của vương quốc ở phía nam sông Rhein. Để thiết lập quyền cai trị ở đó, họ đã thành lập hoặc mở rộng nhiều khu định cư như là Fribourg năm 1157, Bern, Burgdorf và Morat.
Khu vực được Berchtold V chọn là một đồi bán đảo bao quanh ba mặt là sông Aare. Vị trí này giúp cho thành phố tự bảo vệ một cách dễ dàng, và ảnh hưởng đến sự phát triển sau này của nó. Hình dạng dài và hẹp của bán đảo khiến thành phố phát triển thành nhiều dãy nhà dài song song. Đường giao thông chính duy nhất (hướng về phía bắc và nam) được phát triển dọc theo các bức tường thành cho phép mở rộng thành phố. Do đó, các đường giao nhau với nó đánh dấu các giai đoạn phát triển ở thành phố cổ Bern. Cuối phía đông của bán đảo là một pháo đài nhỏ có tên là lâu đài Nydegg được thành lập bởi Berchtold IV vào nửa sau của thế kỷ 12.

### Mở rộng lần thứ nhất năm 1191
Quá trình mở rộng Bern lần đầu tiên vào năm 1191 khi thành phố được thành lập. Nhiều khả năng thành phố ban đầu bắt đầu tại lâu đài Nydegg cho đến tháp đồng hồ Zytglogge. Thành phố bị chia cắt bởi ba trục đường dọc, trải dài từ lâu đài cho đến tường thành. Vị trí nhà thờ và hình dạng của những mái hiên là điển hình cho một thành phố nhà Zähringer.
Trong nửa đầu thế kỷ 13, hai đường phố được bổ sung (Brunngasse và Herrengasse). Brunngasse là một con đường hình bán nguyệt ở phía bắc thành phố trong khi Herrengasse nằm ở phía nam. Một cây cầu gỗ được xây dựng bắc qua sông Aare cho phép gia tăng hoạt động thương mại và các khu định cư bị giới hạn ở bờ đông của dòng sông.

### Mở rộng lần thứ hai từ 1255 tới 1260
Trong nửa sau thế kỷ 13, nền móng ven sông của lâu đài Nydegg được gia cố và kết nối với một bức tường thành phố mới ở phía tây. Bức tường này đã được thêm vào để bảo vệ bốn con đường, lúc bây giờ được gọi là Thành phố Mới hoặc Thành phố Savoy nằm ở bên ngoài Zytglogge. Bức tường mới phía tây bao gồm một cổng được gọi là Käfigturm (Cổng Nhà tù)

### Mở rộng lần thứ ba từ 1344 tới 1346
Trong gần một thế kỷ, Käfigturm vẫn là ranh giới phía tây của Bern. Tuy nhiên, khi thành phố phát triển, mọi người bắt đầu định cư bên ngoài các bức tường thành phố. Năm 1344, thành phố bắt đầu xây dựng một bức tường thứ ba để bảo vệ khi dân số ngày càng tăng. Đến năm 1346, dự án đã hoàn thành, sáu đường phố mới được bảo vệ bởi một bức tường và tháp Christoffelturm (Tháp Thánh Christopher). Christoffelturm sau đó trở thành ranh giới phía tây của Bern cho đến tận thế kỷ 19. Từ 1622 đến 1634, một loạt các bức tường phòng thủ và các điểm kiên cố đã được thêm vào bên ngoài Christoffelturm. Những bức tường phòng thủ này được biết đến với cái tên Grosse Schanze và Kleine Schanze (redoubt lớn và nhỏ tương ứng) cũng như Schanzegraben (redoubt hào mương hoặc hào phòng vệ) không bao giờ được sử dụng làm không gian sống cho thành phố mặc dù Schanzengraben cũng đã được sử dụng trong một thời gian như là nhà Bärengraben.

### Đại hỏa hoạn 1405

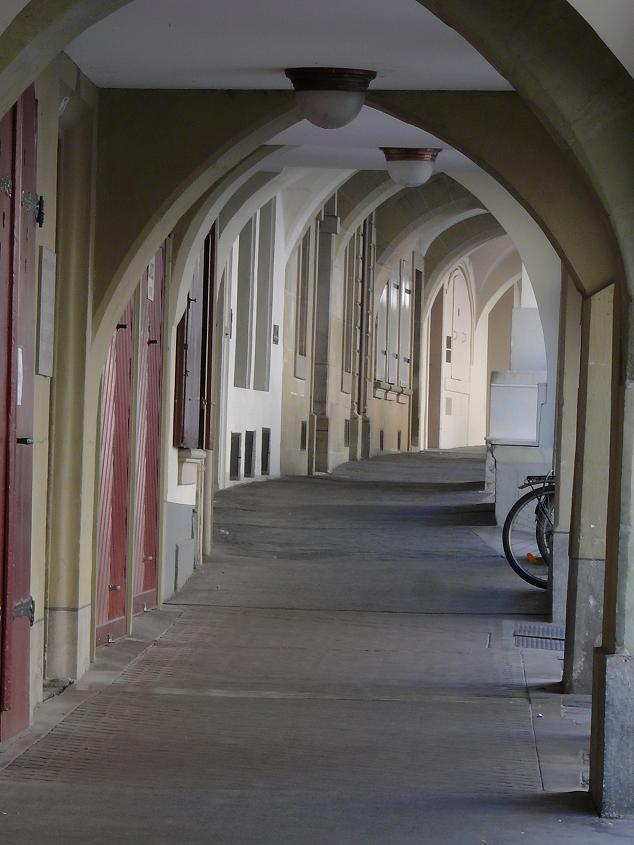
Đường có mái vòm trong Thành cổ Bern

Thành cổ Bern được UNESCO công nhận là Di sản thế giới vì "một khái niệm đặc biệt về quy hoạch mạch lạc" và bởi vì "thị trấn thời Trung Cổ... vẫn giữ được nét nguyên bản của nó". Tuy nhiên, Bern nợ khái niệm "quy hoạch mạch lạc" và các cung đường có mái vòm nổi tiếng của nó đã bị phá hủy bởi một thảm họa. Năm 1405, một đám cháy bùng phát ở Bern, nơi chủ yếu là các tòa nhà bằng gỗ vào thời điểm đó. Ngọn lửa lan ra khắp thành phố và phá hủy hầu hết các tòa nhà. Sau thảm họa này, thành phố được xây dựng lại với tất cả các ngôi nhà bằng đá sa thạch theo phong cách Trung Cổ tương tự. Các đường có mái vòm được thêm vào trong suốt thế kỷ 15 khi những ngôi nhà được mở rộng trên những tầng gác thượng đua ra ngoài các con phố. Trong suốt ba thế kỷ tiếp theo, các ngôi nhà đã được sửa đổi, nhưng các yếu tố thiết yếu (đá xây dựng, đường có mái vòm) vẫn còn.
Vào thế kỷ 16, khi Bern trở thành một thành bang hùng mạnh và giàu có các đài phun nước công cộng đã được thêm vào. Một số đài phun nước trên đỉnh là những điêu khắc mang tính biểu tượng, 11 đài phun nước được xây dựng từ thời kỳ đó vẫn còn tồn tại cho đến ngày nay. Các đài phun nước công cộng nhằm thể hiện sức mạnh và sự giàu có của thành phố cũng như cung cấp nước ngọt cho công dân của thành phố. Nhìn chung, thành phố gần như không thay đổi trong hai thế kỷ tiếp theo.

### Mở rộng và phá hủy Christoffelturm

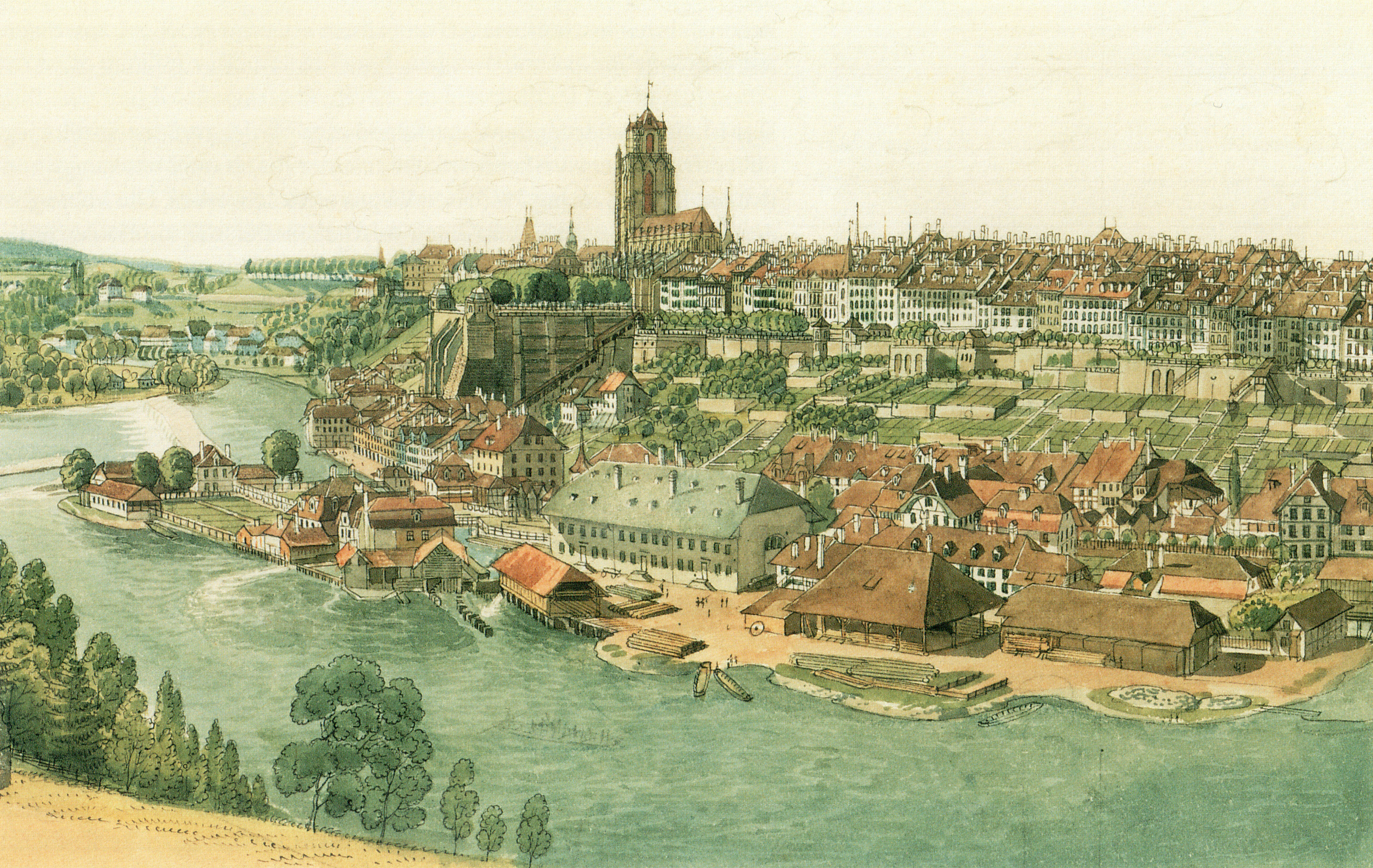
Tranh vẽ Bern, khoảng năm 1820

Đến đầu thế kỷ 19, Bern đã mở rộng hết mức có thể trong các bức tường thành phố cổ. Ngày càng có nhiều người sống bên ngoài các bức tường thành phố trong các cộng đồng dân cư lân cận. Trong suốt thế kỷ 19, thành phố hiện đại ngày càng rộng dần ra xung quanh thành cổ nhưng không ép buộc phải phá hủy đi vùng lõi thời Trung Cổ. Tuy nhiên, sự phát triển xung quanh thành cổ đã kéo theo một số dự án.
Trong thành cổ Bern, nhiều tòa nhà bằng đá cũ kỹ đã được cải tạo mà không làm thay đổi hình dáng bên ngoài. Tháp chuông cuối cùng đã được hoàn thành trên đại giáo đường (Münster) làm cho nó trở thành nhà thờ cao nhất ở Thụy Sĩ. Một cây cầu mới được xây dựng qua sông Aare tại Nydegg vào năm 1842 đến 1844. Cây cầu này lớn hơn cây cầu cũ vẫn còn đứng vững có tên là Untertorbrücke đã được xây dựng từ năm 1461 đến 1487.
Một trong những dự án lớn nhất là đề xuất phá hủy Christoffelturm để mở rộng ra phía tây của thành phố. Sau một cuộc bỏ phiếu thì không lâu sau quyết định loại bỏ tháp Christoffelturm và bức tường thành phố được đưa ra vào ngày 15 tháng 12 năm 1864. Mùa xuân năm sau đó, Gottlieb Ott đã lãnh đạo một nhóm tháo dỡ tòa tháp. Hiện tại, vị trí của tòa tháp Christoffelturm là một nút giao thông đường bộ lớn, trạm xe buýt và nhà ga xe lửa trung tâm của Bern.

### Thủ đô liên bang thế kỷ 20

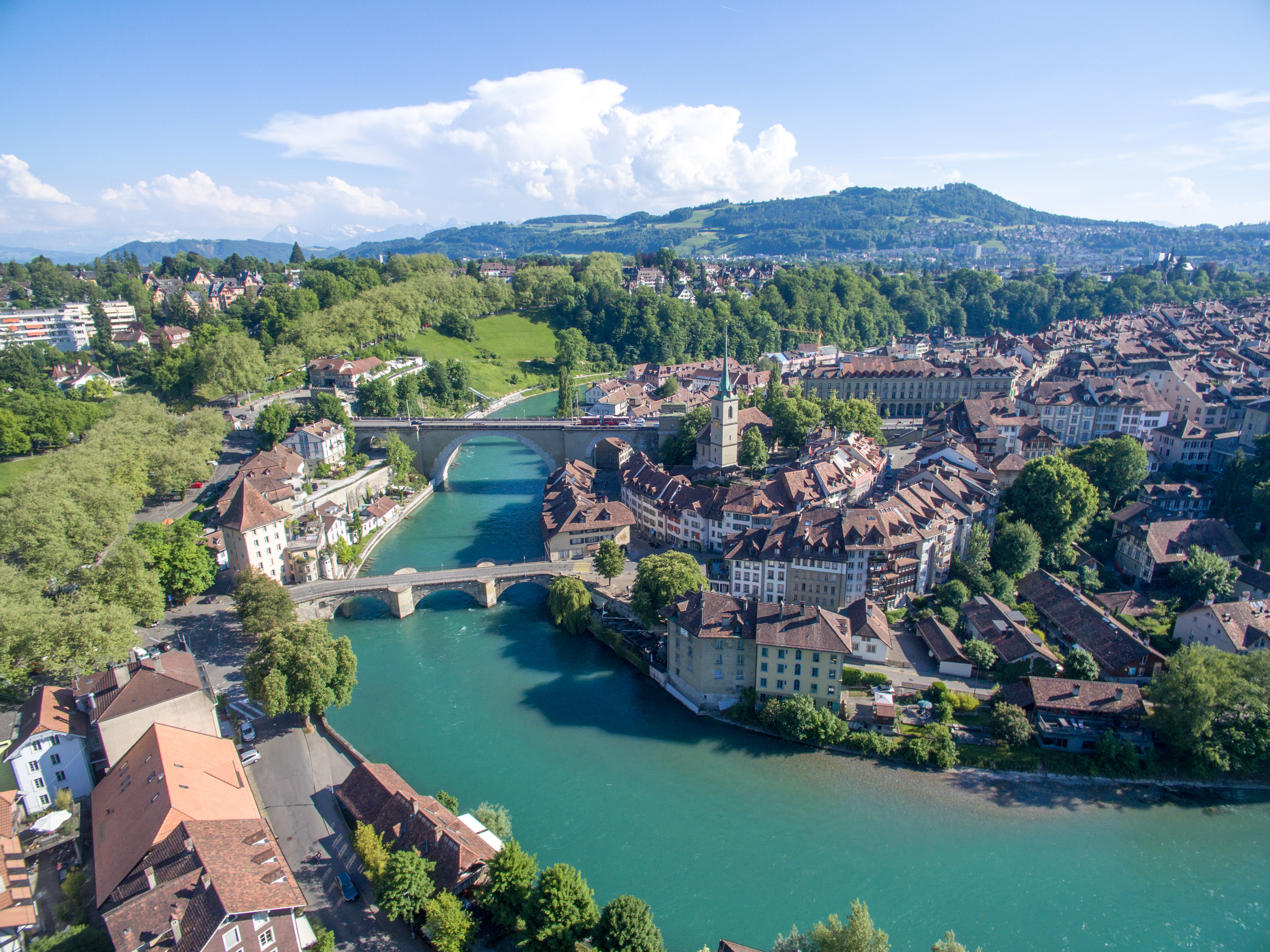

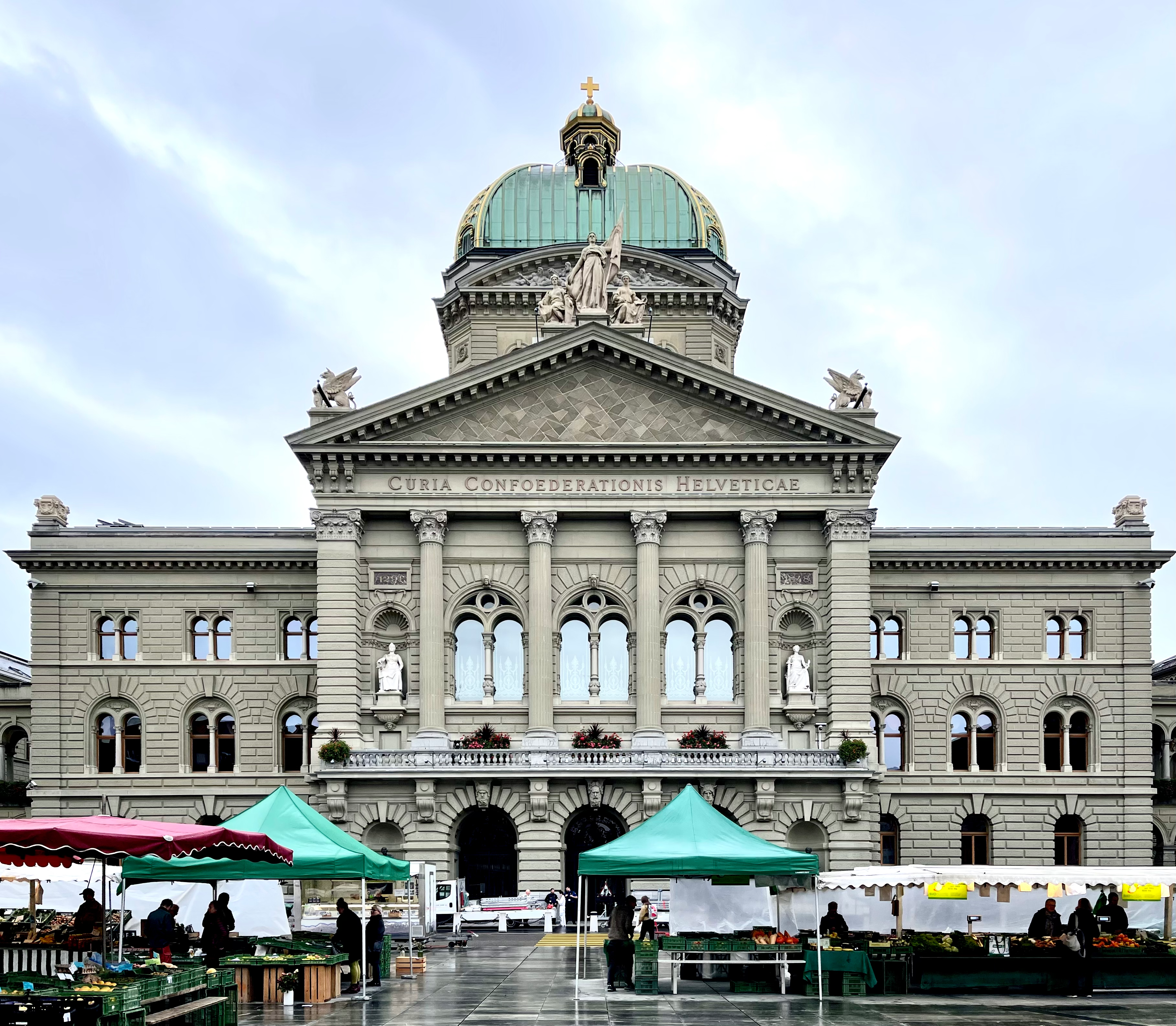
Mặt phía bắc của Tòa nhà Quốc hội cho thấy sự kết nối với hai Bundesrathaus bên sườn.

Sau cuộc chiến tranh Liên minh riêng lẻ vào năm 1847, Thụy Sĩ đã thành lập Hiến pháp Liên bang và Bern được chọn làm thủ đô của Nhà nước Liên bang mới. Việc bỏ phiếu để biến Bern thành thủ đô liên bang cũng chính là nơi tiếp nhận với một chút nhiệt tình nhỉnh hơn (419 so với 313 phiếu) tại Bern do lo ngại về chi phí. Bundesrathaus hay Tòa nhà Quốc hội đầu tiên được xây dựng vào năm 1852–1857 bởi thành phố Bern theo phong cách Tân Phục hưng. Nó là hình ảnh phản chiếu của Bundeshaus Ost (Tòa nhà Liên bang Đông) được xây dựng vào năm 1884–1892. Sau đó, vào năm 1894–1902,Parlamentsgebäude hay Tòa nhà Quốc hội đã được xây dựng giữa hai tòa nhà trên. Ba tòa nhà Quốc hội đại diện cho phần lớn các công trình Liên bang mới được xây dựng ở Thành cổ. Hầu hết các tòa nhà khác gắn với thủ đô của một quốc gia được đặt bên ngoài Thành cổ hoặc sử dụng các tòa nhà hiện có tại đó.
Trong nhiều thế kỷ, Bärengraben (Hố Gấu) nổi tiếng đặt tại đây. Theo nhà sử học người Bern Valerius Anshelm, những con gấu đầu tiên được giữ tại Bärenplatz (Quảng trường Gấu) vào năm 1513. Sau đó chúng được chuyển từ Bärenplatz đến Schanzengraben gần tháp Christoffelturm cũ vào năm 1764. Tuy nhiên, những con gấu vẫn có mặt trong thành phố cổ cho đến khi việc mở rộng thủ đô mới buộc phải di rời chúng ra ngoài. Những con gấu và Bärengraben đã được chuyển từ Thành phố cổ qua sông Aare vào ngày 27 tháng 5 năm 1857.
Thế kỷ 20, Bern đã phải đối mặt với việc kết hợp thế giới hiện đại vào một thành phố thời Trung Cổ. Quảng trường nơi từng có tháp Christoffelturm đã trở thành trạm dừng xe buýt trung tâm của thành phố. Nhà ga xe lửa chính được xây dựng bên dưới quảng trường và thực sự là nó bao gồm một số nền móng cũ của tháp Christoffelturm cùng các bức tường thành trong nhà ga. Tuy nhiên, một trong những thách thức lớn nhất là tích hợp lưu lượng xe ô tô ra vào Thành phố cổ. Do số lượng các tòa nhà quan trọng trong Thành cổ và vị trí trung tâm của nó nên không thể cấm hoàn toàn phương tiện ra vào khu vực này. Trong khi một số đường phố vẫn là khu vực dành cho người đi bộ, hầu hết các đường phố lớn đều có xe buýt thành phố, xe điện hoặc phương tiện cá nhân.

## Các công trình quan trọng
Toàn bộ thành phố Bern thời Trung Cổ được UNESCO công nhận là Di sản thế giới có một số tòa nhà và đài phun nước trong thành phố đáng được đề cập đặc biệt. Tất cả các tòa nhà này đều được xếp hạng là Tài sản văn hóa của Thụy Sĩ có tầm quan trọng quốc gia và khu vực.

### Đại giáo đường Bern

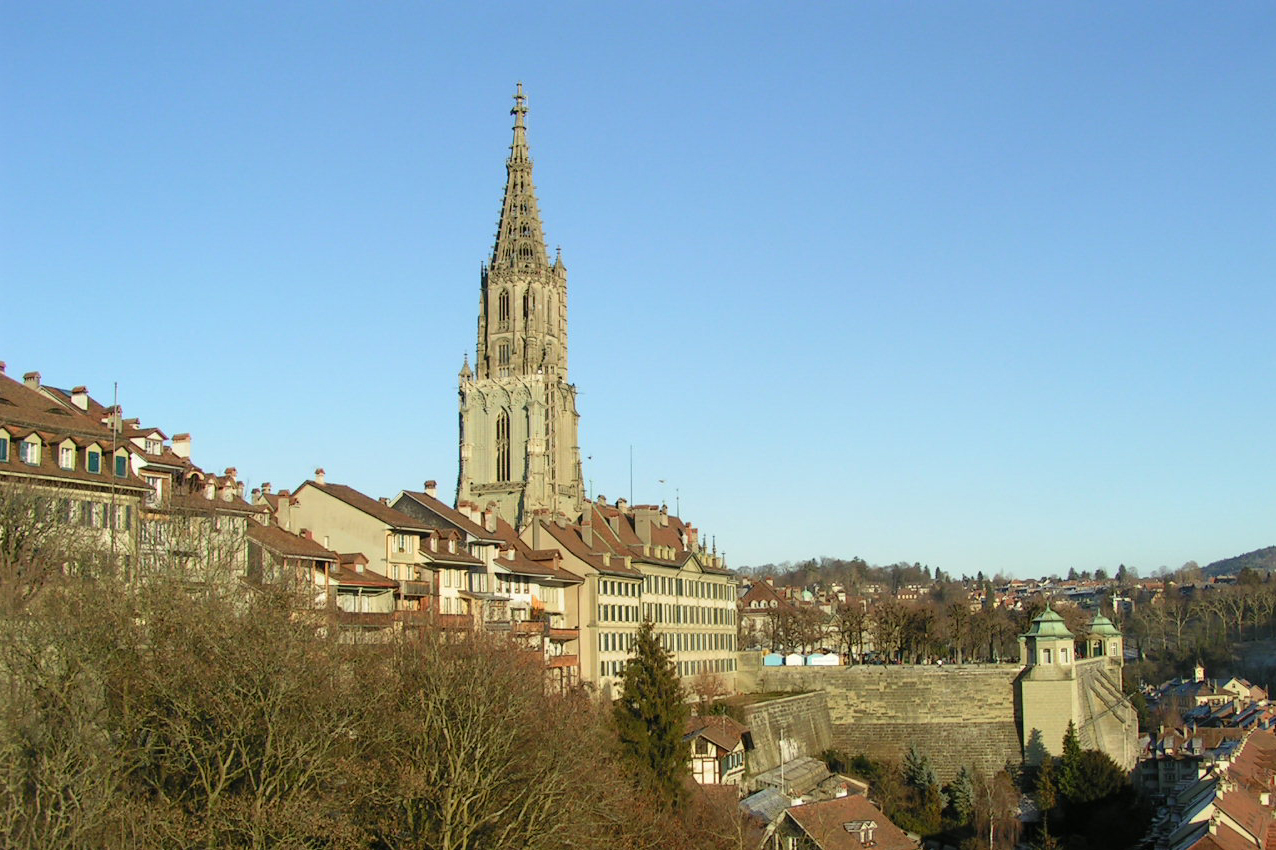
Đại giáo đường Bern nhìn từ cầu Kirchenfeld, cho thấy tháp chuông và sân thượng lớn.

Đại giáo đường Bern (tiếng Đức: Berner Münster) là một nhà thờ theo đạo Tin Lành mang kiến trúc Gothic nằm ở phía nam của bán đảo. Việc xây dựng đại giáo đường bắt đầu vào năm 1421 và kết thúc với việc hoàn thành tháp chuông vào năm 1893. Với chiều cao 100 m (328 ft), đây là tháp chuông cao nhất Thụy Sĩ. Quả chuông bên trong cũng là quả chuông lớn nhất Thụy Sĩ khi nó nặng tới 10 tấn và có đường kính 247 cm (8.1 ft), được đúc vào năm 1611 ngày ngày vẫn được gióng lên. Mọi người có thể đứng cạnh quả chuông khi nó được gióng lên nhưng phải bịt tai để tránh tổn thương thính giác.
Phía trên cổng chính là bộ sưu tập điêu khắc Gothic hoàn chỉnh hiếm có. Bộ sưu tập này đại diện cho đức tin vào Kitô giáo với Phán xét cuối cùng, nơi những kẻ độc ác sẽ bị tách ra khỏi người công chính. Có tổng cộng 47 bức tượng lớn đứng tự do là bản sao (bản gốc nằm trong Bảo tàng Lịch sử Bern) và 170 bức tượng nhỏ hơn còn lại đều là bản gốc.

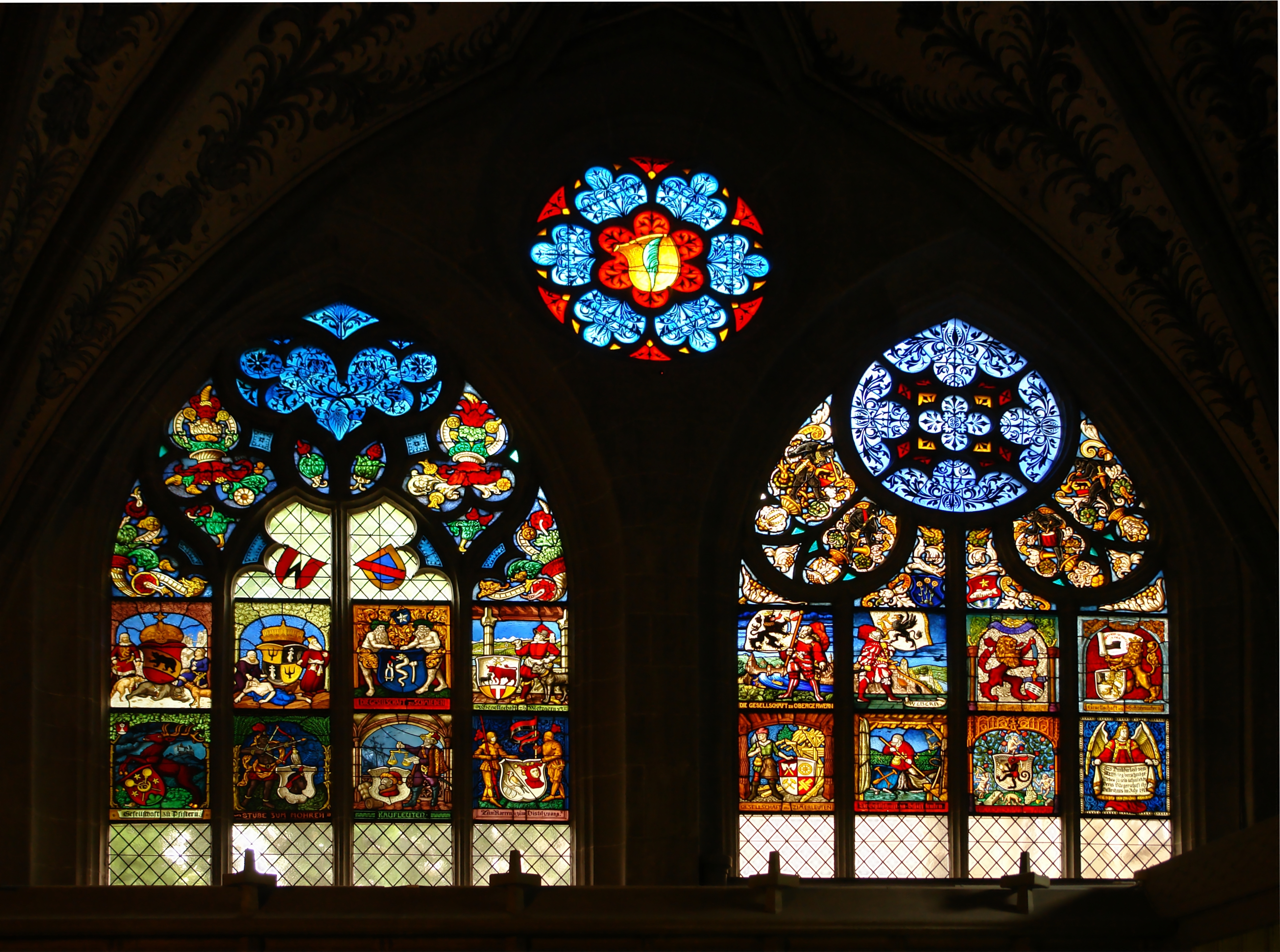
Các ô cửa sổ kính màu trong nhà thờ.

Bên trong đại giáo đường rộng rãi và khá trống trải. Gần như tất cả các nghệ thuật và bàn thờ đã bị loại bỏ vào năm 1528 trong thời kỳ bài trừ thánh tượng của Cải cách Tin lành. Các bức tranh và bức tượng đã đổ vỡ ở nơi trở thành sân thượng của nhà thờ chính tòa khiến khu vực này là một địa điểm khảo cổ học phong phú. Các tác phẩm nghệ thuật chính duy nhất còn sót lại trong cuộc bài trừ thành tượng bên trong nhà thờ là các cửa sổ kính màu và ghế ngồi hát hợp xướng.
Các cửa sổ kính màu có niên đại từ năm 1441–1450 được coi là những ô cửa sổ có giá trị nhất Thụy Sĩ. Các cửa sổ bao gồm một số biểu tượng huy hiệu và hình ảnh tôn giáo Vũ điệu của cái chết. Cái chết với hình ảnh của bộ xương không chừa ai, tất cả các ngành nghề và tầng lớp xã hội. Nó như một lời nhắc nhở rằng, cái chết sẽ đến với tất mọi người bất kể sự giàu có hay địa vị, và có thể là một cách rất gần trong một thế giới đầy bệnh dịch và chiến tranh.
Dàn hợp xướng ở phía đông nhà thờ, giữa gian giữa và thánh địa là dàn hợp xướng mang kiến trúc Phục Hưng đầu tiên ở Thụy Sĩ. Ghế ngồi hát hợp xướng được chạm khắc những con vật giống như thật cùng với những hình ảnh cuộc sống thường ngày.

### Zytglogge

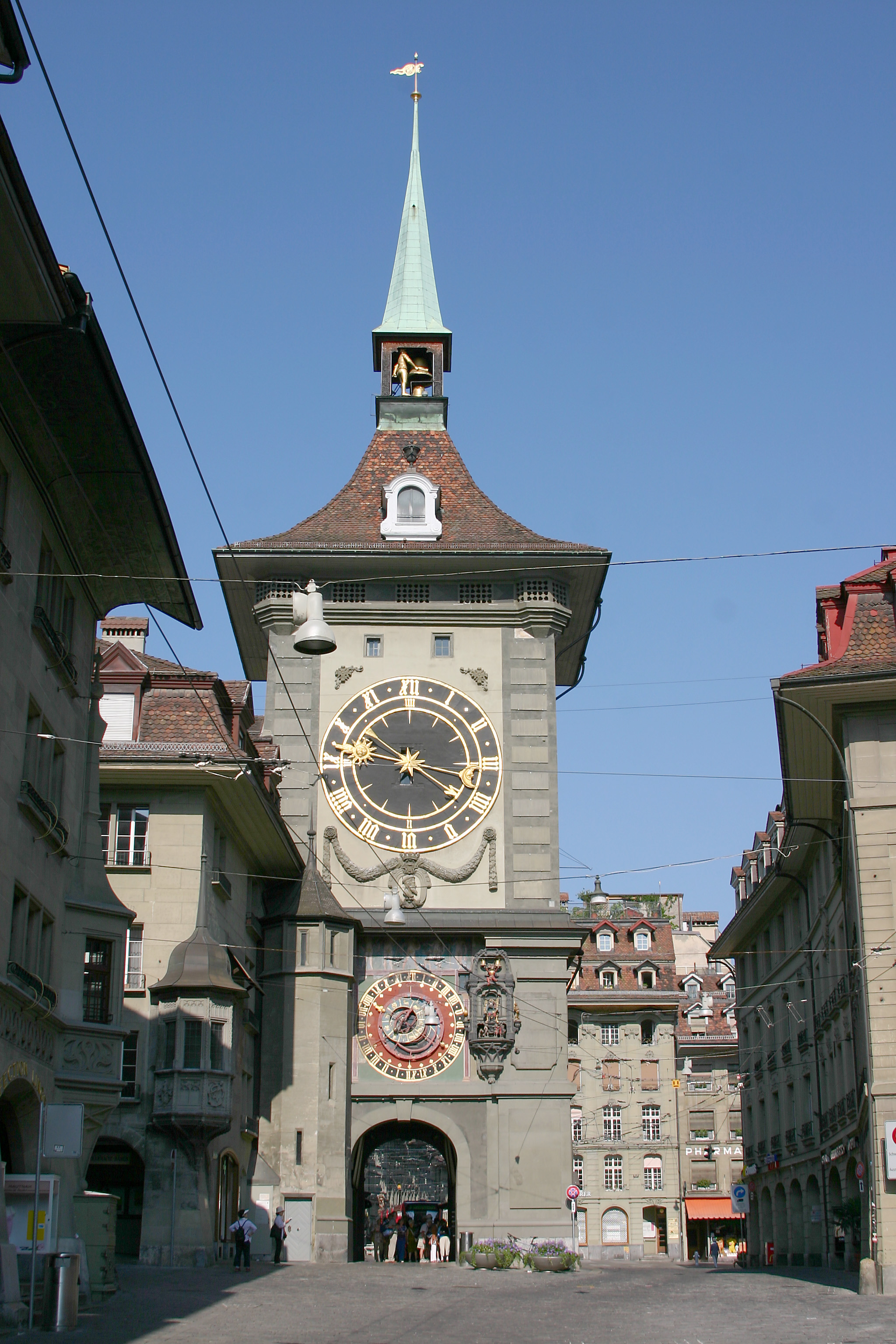
Mặt phía đông của tháp đồng hồ Zytglogge

Zytglogge là một tháp đồng hồ thời Trung Cổ. Nó đã tồn tại từ khoảng 1218–1220 và là một trong những biểu tượng dễ nhận biết nhất của Bern. Tên của nó bắt nguồn từ phương ngữ Bern Đức, dịch ra là Zeitglocke trong tiếng Đức chuẩn hoặc time bell trong tiếng Anh, có nghĩa là "Chuông thời gian". "Chuông thời gian" là một trong những thiết bị xác định thời gian công khai sớm nhất bao gồm một chiếc đồng hồ được kết nối với một cây búa rung chiếc chuông nhỏ vào mỗi một giờ. Đồng hồ Zytglogge đồng thời là một trong ba chiếc đồng hồ lâu đời nhất ở Thụy Sĩ.
Sau lần mở rộng đầu tiên của Bern, Zytglogge trở thành cổng tháp của các công sự phía tây. Vào thời điểm này, nó là một tòa tháp "mập lùn" với chỉ 16 m (52 ft) mở ra ở phía sau. Trong lần mở rộng lần thứ hai tới Käfigturm, bức tường của Zytglogge bị phá bỏ. Đến khoảng 1270–1275, tháp được xây cao thêm 7 m (23 ft) để cho phép nó nhìn ra những ngôi nhà xung quanh. Sau lần mở rộng thứ ba đến Christoffelturm, Zytglogge đã được chuyển đổi thành một nhà tù nữ. Thông dụng nhất là nó dùng để chứa những Pfaddendirnen (gái điếm của linh mục), những người phụ nữ bị kết án vì quan hệ tình dục với các giáo sĩ. Tại thời điểm này, Zytglogge cũng đã có mái nghiêng đầu tiên.
Trong trận đại hỏa hoạn năm 1405, tòa tháp đã bị thiêu rụi hoàn toàn. Thiệt hại của cấu trúc không được sửa chữa hoàn toàn cho đến năm 1983. Các xà lim của nhà tù đều đã bị bỏ hoang và một chiếc đồng hồ được lắp đặt phía trên cổng tháp. Đồng hồ này, cùng với một chiếc chuông đúc vào năm 1405, đã đem đến tên gọi Zytglogge cho tòa tháp. Vào cuối thế kỷ 15, tòa tháp được trang trí với bốn tháp nhỏ ở góc và các biểu tượng huy hiệu. Đồng hồ thiên văn được mở rộng như hiện tại từ năm 1527–1530. Ngoài đồng hồ thiên văn, Zytglogge còn có một nhóm các hình cơ khí. Trước ba phút mỗi một giờ, các nhân vật bao gồm một con gà trống, một gã ngốc, một hiệp sĩ, một người thổi sáo, một con sư tử và gấu, được đưa lên một cuộc biểu diễn. Các con vật đuổi theo nhau xung quanh, gã ngốc gõ chuông và gà trống gáy. Vào ban ngày, người ta thường thấy những đám đông nhỏ tụ tập quanh chân Zytglogge chờ buổi biểu diễn bắt đầu.
Mặt ngoài của tháp được Gotthard Ringgli và Kaspar Haldenstein sơn lại vào năm 1607–10 những người đã đưa mặt đồng hồ lớn nổi bật ở phía đông và tây tòa tháp. Các tháp nhỏ ở góc sau đó được dỡ bỏ vào trước năm 1603. Vào năm 1770–71, Zytglogge đã được cải tạo bởi Niklaus Hebler và Ludwig Emanuel Zehnder, những người đã tân trang lại cấu trúc để phù hợp với thị hiếu kiến trúc Baroque muộn, đưa ra phác thảo đương đại của nó.
Cả hai mặt tiền một lần nữa được sơn lại theo phong cách Rococo bởi Rudolf von Steiger vào năm 1890. Chủ nghĩa lịch sử của cấu trúc đã bị bóp méo trong thế kỷ 20, và một cuộc thi năm 1929 đã tạo ra các thiết kế mặt tiền có thể nhìn thấy như ngày nay. Ở mặt tiền phía tây là bức bích họa kiểu Fresco của Victor Surbek có tên là "Beginning of Time" (Bắt đầu của thời gian) và mặt phía đông là bản tái thiết kế năm 1770 của Kurt Indermühle. Năm 1981–83, Zytglogge đã được cải tạo một lần nữa với diện mạo năm 1770.

### Tòa nhà Quốc hội

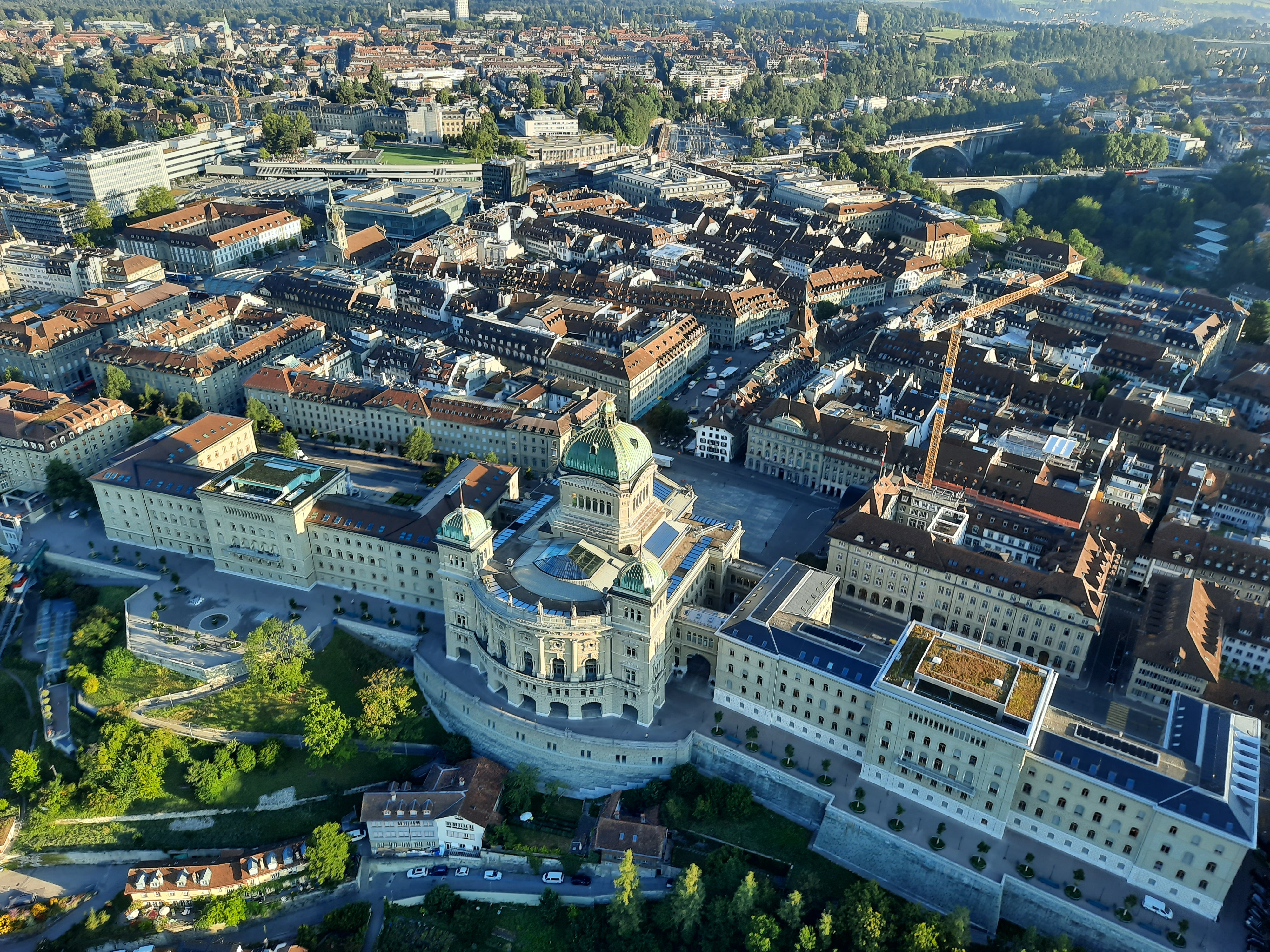
Cung điện Liên bang Thụy Sĩ, nhìn từ trên không

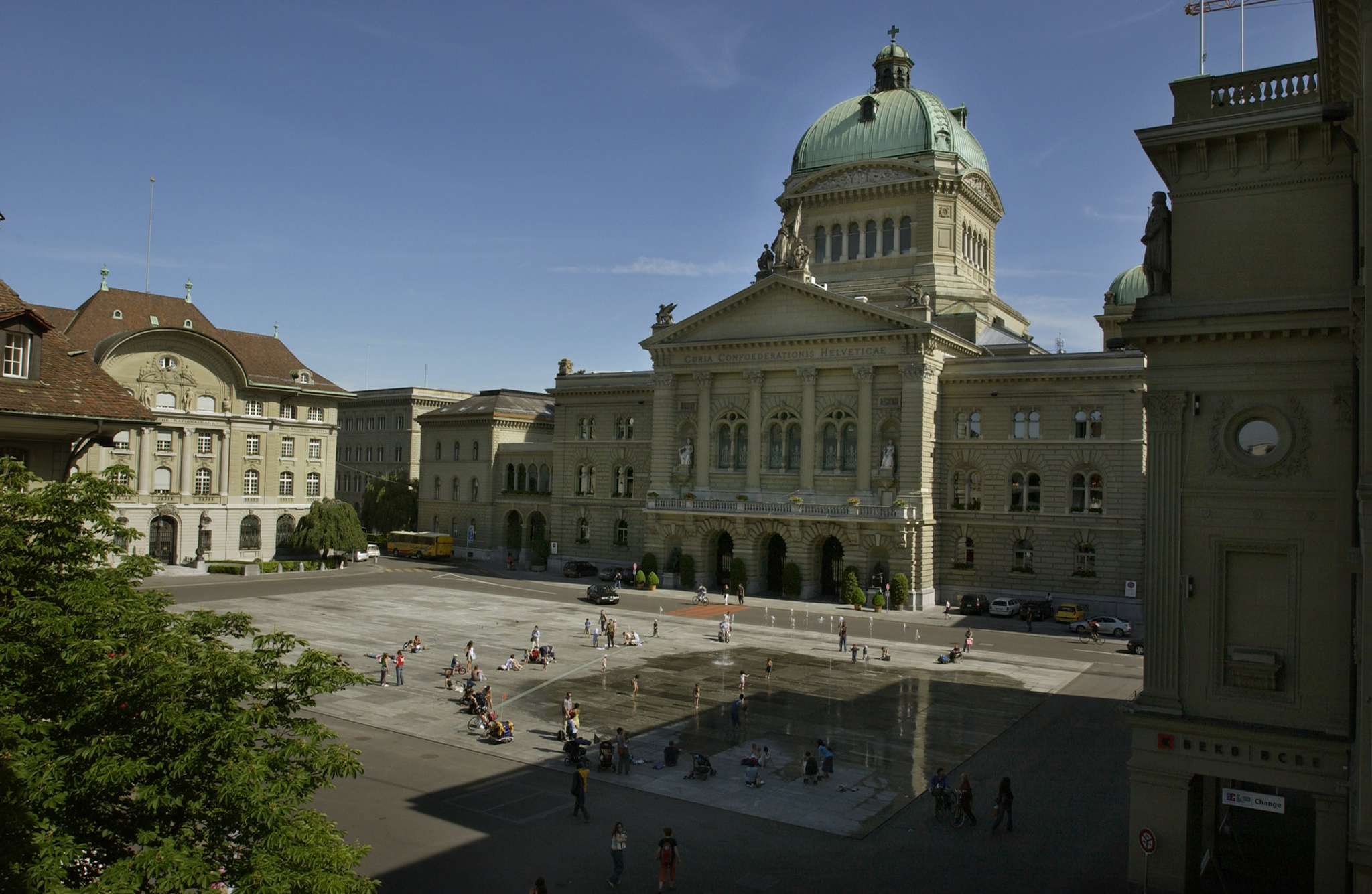
Mặt phía Bắc của tòa nhà Quốc hội Bundesplatz (Quảng trường Liên bang)

Tòa nhà Quốc hội (Đức: Bundeshaus, tiếng Pháp: Palais fédéral, tiếng Ý: Palazzo federale, Latinh: Curia Confoederationis Helveticae) được xây dựng dọc theo rìa phía nam của bán đảo và đi qua vị trí của bức tường Käfigturm trước đây. Tòa nhà được sử dụng bởi cả Hội đồng Liên bang hoặc Tổ chức Hành pháp và Quốc hội Liên bang. Khu phức hợp bao gồm Tòa nhà Quốc hội phía Tây (Bundeshaus West xây dựng từ 1852–57), Tòa nhà Quốc hội trung tâm (xây dựng từ 1894–1902) và Tòa nhà Quốc hội phía Đông (Bundeshaus East xây dựng từ 1884–1892). Quảng trường trung tâm phía trước tòa nhà Quốc hội được xây dựng thành một đài phun nước vào năm 2004. Quảng trường được lát bằng các phiến đá granit và 26 vòi phun nước nằm giấu kín dưới những phiến đá lát tượng trưng cho 26 bang. Thiết kế của quảng trường đã giành được hai giải thưởng quốc tế.
Tòa nhà Quốc hội trung tâm được xây dựng để có thể dễ dàng nhìn thấy với một số mái vòm bằng đồng lớn. Nội thất bên trong nó được trang trí bởi 38 nghệ sĩ nổi tiếng từ mọi nơi khắp đất nước. Ba chủ đề chính gắn kết tất cả các công trình với nhau. Chủ đề đầu tiên là lịch sử quốc gia, được đại diện bởi các sự kiện và nhân vật lịch sử Thụy Sĩ. Thể hiện cho điều này là hình ảnh lời tuyên thệ Rütlischwur, nền móng của Cựu Liên bang Thụy Sĩ vào năm 1291 và các nhân vật nổi tiếng như William Tell, Arnold von Winkelried và Nicholas of Flüe. Chủ đề thứ hai là các nguyên tắc cơ bản thành lập ra Thụy Sĩ bao gồm độc lập, tự do, quyền lực phân lập, trật tự xã hội và an ninh. Chủ đề cuối cùng là sự đa dạng về văn hóa và vật chất của Thụy Sĩ bao gồm cả về chính trị (đại diện là cờ của các bang), địa lý và xã hội.
Hai phòng lưỡng viện là Hội đồng Quốc gia (Hạ viện) và Hội đồng Bang (Thượng viện) gặp gỡ được ngăn cách bởi Sảnh Vòm (Hall of the Dome). Bản thân mái vòm có chiều cao bên ngoài là 64 m và bên trong là 33 m. Bức tranh khảm ở trung tâm vòm nhìn từ phía trong đại diện cho Quốc huy Liên bang cùng với phương châm tiếng La tinh Unus pro omnibus, omnes pro uno (một vì tất cả, tất cả vì một) được bao quanh bởi huy hiệu của 22 bang tồn tại vào năm 1902. Huy hiệu của bang Jura được tạo ra vào năm 1979 đặt bên ngoài bức tranh khảm.

### Untertorbrücke

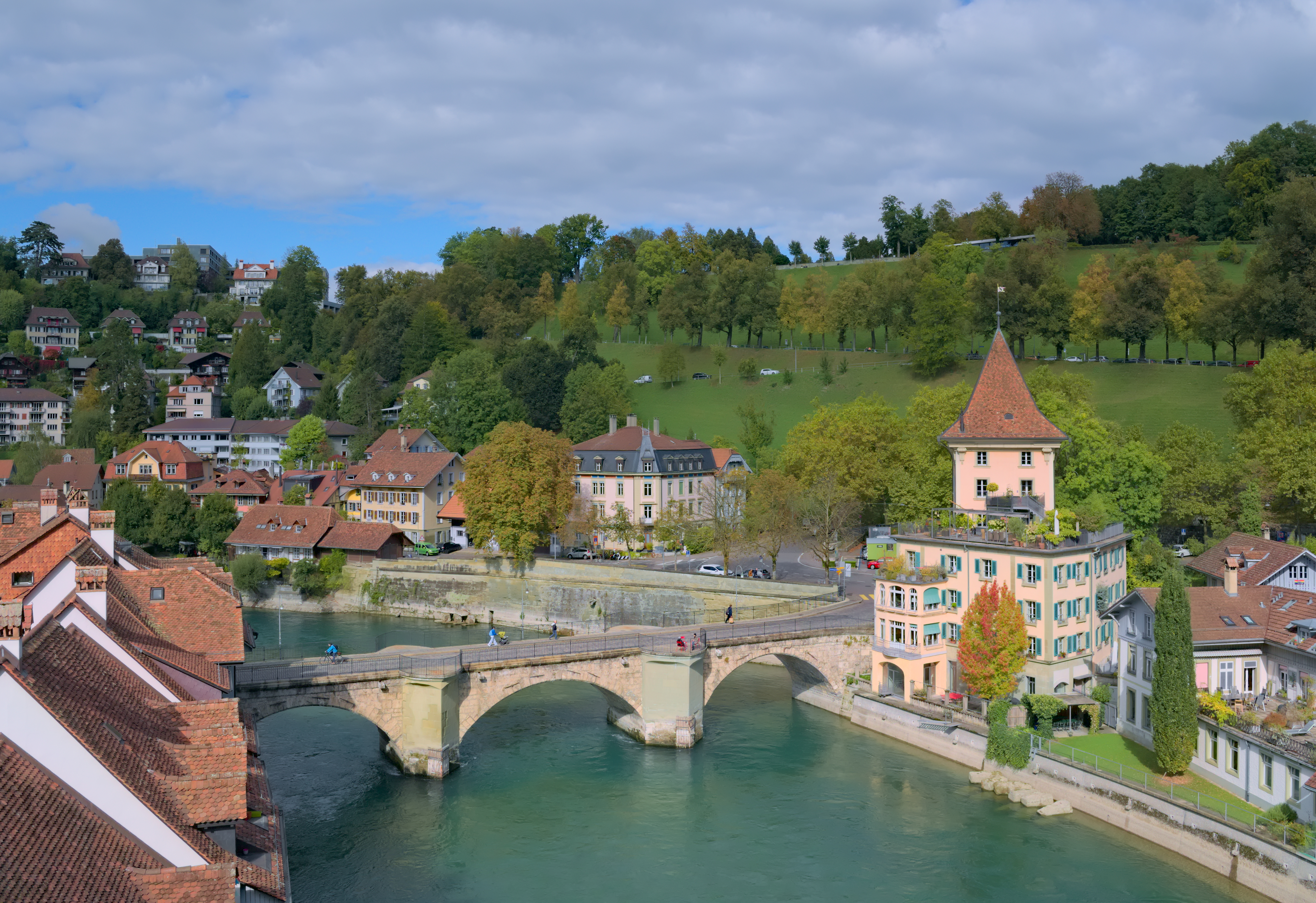
Untertorbrücke

Cầu Untertorbrücke (Đức: Lower Gate bridge, Cầu Cổng dưới) là cây cầu cổ nhất ở Bern vẫn còn tồn tại. Cây cầu ban đầu, rất có thể là một lối đi bằng gỗ, được xây dựng vào năm 1256 và kéo dài dọc theo sông Aare xuống đến pháo đài Nydegg. Cây cầu đã bị phá hủy trong trận lụt năm 1460. Trong vòng một năm, việc xây dựng lại được bắt đầu với một cây cầu đá mới. Mariakapelle nhỏ (Nhà nguyện của Thánh Maria) nằm ở bên cạnh cột cầu bên phía thành phố đã được ban phước vào năm 1467. Tuy nhiên, cây cầu chưa hoàn thành cho đến năm 1490. Cây cầu mới dài 52 mét (171 ft) với ba vòm kéo dài lần lượt là 13,5 m (44 ft), 15,6 m (51 ft) and 13,9 m (46 ft). Cây cầu đã được sửa đổi nhiều lần, bao gồm việc loại bỏ các lan can bảo vệ bằng đá được thay thế bằng các thanh sắt vào năm 1818–19. Cho đến khi xây dựng Nydeggbrücke vào năm 1840, Untertorbrücke là cây cầu duy nhất bắc qua Aare gần Bern.

### Nhà thờ Nydegg

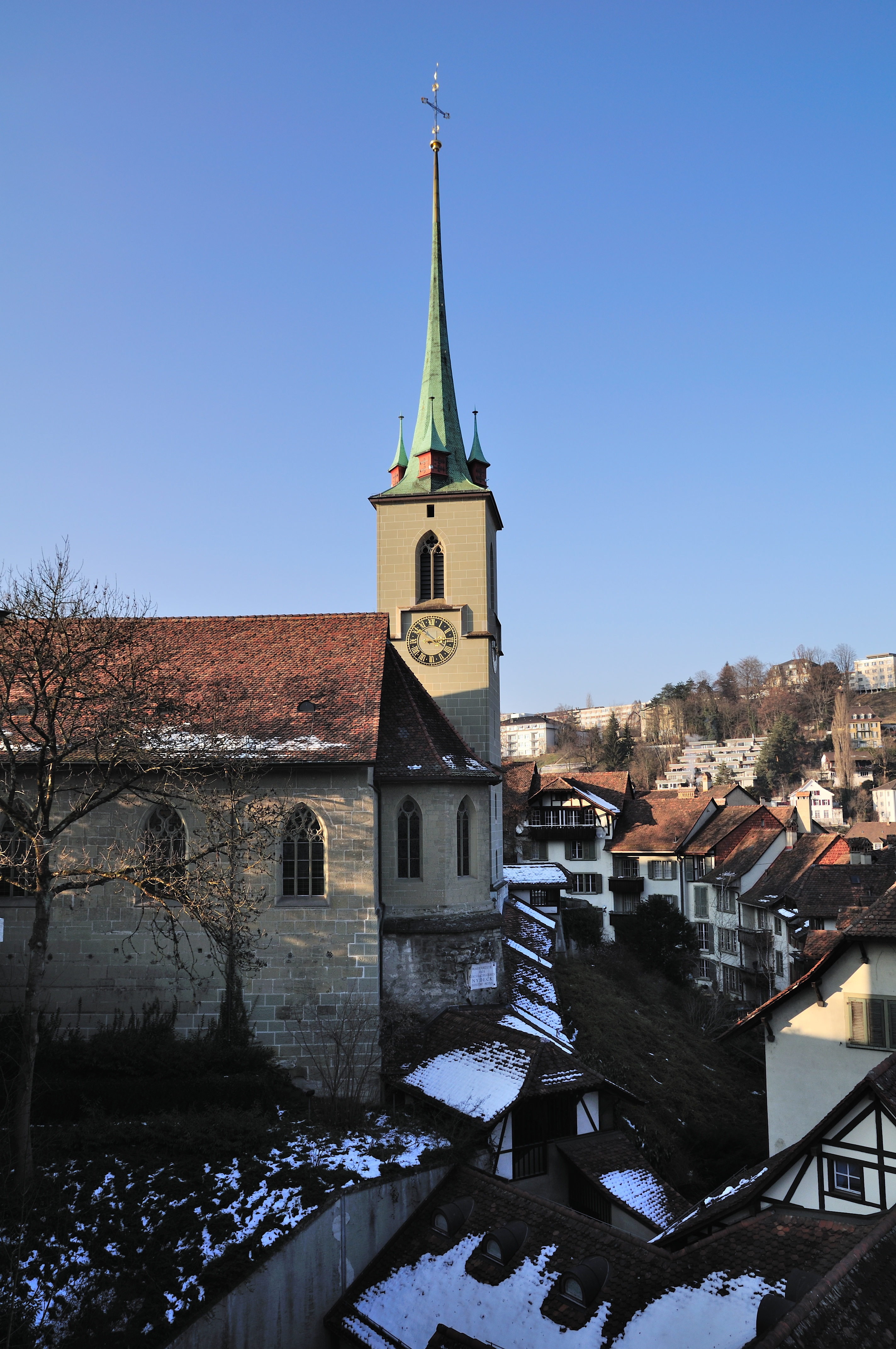
Nhà thờ Nydegg.

Lâu đài Nydegg ban đầu được xây dựng vào khoảng năm 1190 bởi Công tước Berchtold V. von Zähringen hoặc cha của ông là Berchtold IV. như là một phần của hệ thống phòng thủ thành phố. Sau lần mở rộng thứ hai, lâu đài đã bị phá hủy bởi những người dân Bern vào năm 1268. Lâu đài nằm tại nơi đặt dàn hợp xướng của nhà thờ hiện nay, với tháp nhà thờ nằm ở góc phía nam của tháp canh phòng.
Từ 1341 đến 1346, một nhà thờ với một gác chuông nhỏ được xây dựng trên tàn tích của lâu đài. Sau đó, giữa năm 1480 và 1483, một tòa tháp đã được thêm vào nhà thờ. Gian giữa nằm ở trung tâm được xây dựng lại vào năm 1493 đến 1504. Năm 1529, sau thời kỳ Cải cách Tin lành, nhà thờ Nydegg được sử dụng làm kho chứa gỗ và ngũ cốc. Sau đó vào năm 1566, nhà thờ một lần nữa được sử dụng cho các dịch vụ tôn giáo cho đến năm 1721 là một phần của đại giáo đường.

### Nhà thờ Đức Thánh Linh

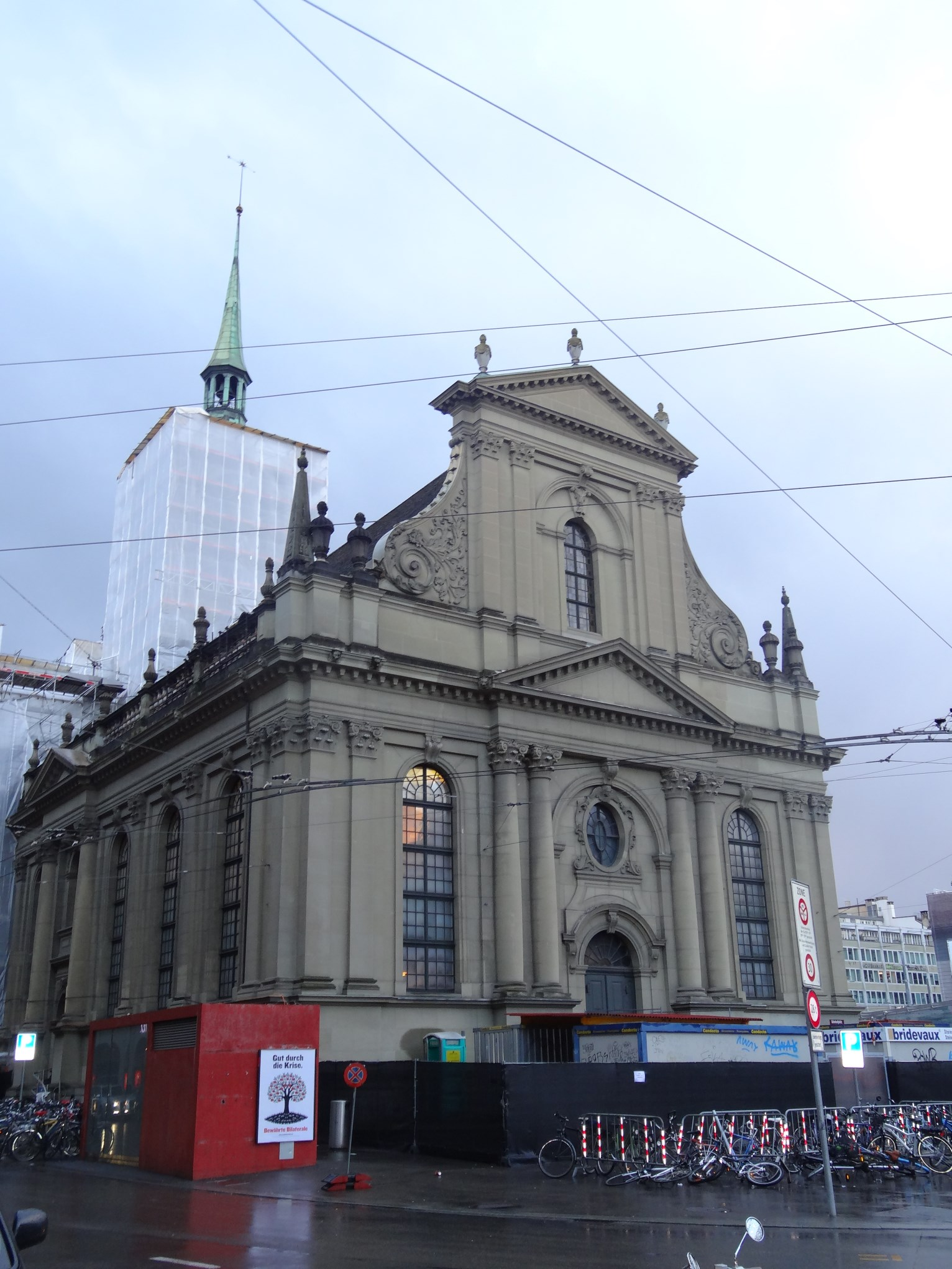
Nhà thờ Đức Thánh Linh

Nhà thờ Đức Thánh Linh (tiếng Đức: Heiliggeistkirche) là một nhà thờ Giáo hội Tin lành Cải cách nằm tại số 44 Spitalgasse. Đây là một trong những nhà thờ Cải cách lớn nhất Thụy Sĩ. Nhà thờ đầu tiên là một nhà nguyện được xây dựng cho bệnh viện Thánh Linh và tu viện. Nhà nguyện, bệnh viện và tu viện được đề cập lần đầu tiên vào năm 1228 và tại thời điểm đó, nó nằm bên ngoài cổng phía tây của bức tường thành thứ nhất khoảng 150 mét (490 ft). Tòa nhà này đã được thay thế bởi nhà thờ thứ hai trong khoảng thời gian từ 1482 đến 1496. Năm 1528, nhà thờ bị hoàn tục hóa bởi những người Cải cách và hai nhà sư cuối cùng tại tu viện bị đuổi ra khỏi Bern. Trong những năm sau đó, nó đã được sử dụng như một kho lúa. Năm 1604, một lần nữa nó được sử dụng cho các dịch vụ tôn giáo, như là nhà thờ bệnh viện của Oberer Spital. Nhà thờ thứ hai sau đó cũng đã bị phá hủy vào năm 1726 để nhường chỗ cho một tòa nhà thờ mới, được xây dựng từ 1726–29 bởi iklaus Schiltknecht.
Đàn phong cầm đầu tiên trong nhà thờ mới được lắp đặt vào năm 1804 và được thay thế vào năm 1933 bởi một đàn phong cầm khác. Nhà thờ có sáu quả chuông, một trong hai quả chuông lớn nhất được đúc vào năm 1596 và quả chuông kia là vào năm 1728. Bốn quả chuông còn lại đều được đúc vào năm 1860. Bên trong nhà thờ được hỗ trợ bởi 14 cột đá sa thạch nguyên khối và một cột đứng tự do ở phía bắc của gian giữa. Giống như nhà thờ Thánh Pierre ở Genève, nhà thờ Đức Thánh Linh có sức chứa khoảng 2.000 người khiến nó là một trong những nhà thờ Tin lành lớn nhất Thụy Sĩ.
Từ 1693 đến 1698, người đứng đầu bệnh viện là một nhà thần học ngoan đạo, Samuel Heinrich König. Vào năm 1829 và 1830, cha xứ của nhà thờ là Jeremias Gotthelf, một tiểu thuyết gia Thụy Sĩ nổi tiếng.

### Đài phun nước
Có tổng cộng hơn 100 đài phun nước công cộng tại thành phố Bern trong đó có 11 đài phun nước được gắn những bức tượng ngụ ngôn thời Phục hưng trên đỉnh. Các bức tượng này được tạo ra trong thời kỳ công dân tiến bộ khi Bern trở thành một thành bang lớn trong thế kỷ 16. Các đài phun nước ban đầu được xây dựng như một nguồn cung cấp nước công cộng. Khi Bern lớn mạnh, các đài phun nước ban đầu được mở rộng và trang trí thêm nhưng vẫn giữ nguyên mục đích ban đầu.
Gần như tất cả các đài phun nước có từ thế kỷ 16 ngoại trừ các đài phun nước Zähringer được tạo ra bởi Hans Hiltbrand, với các tác phẩm của bậc thầy điêu khắc tới từ Fribourg, Hans Gieng.

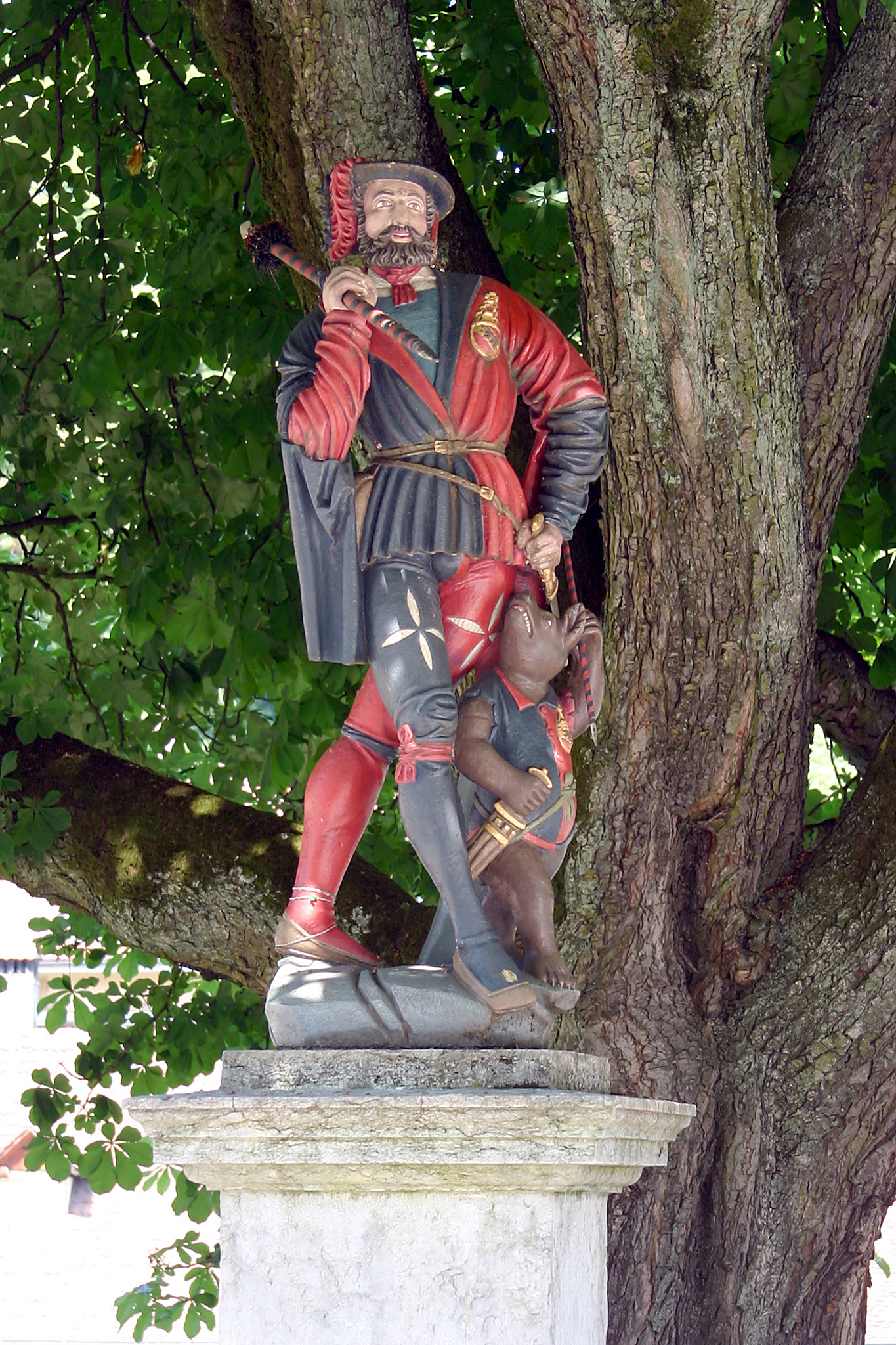
Đài phun nước Läufer hoặc Runner
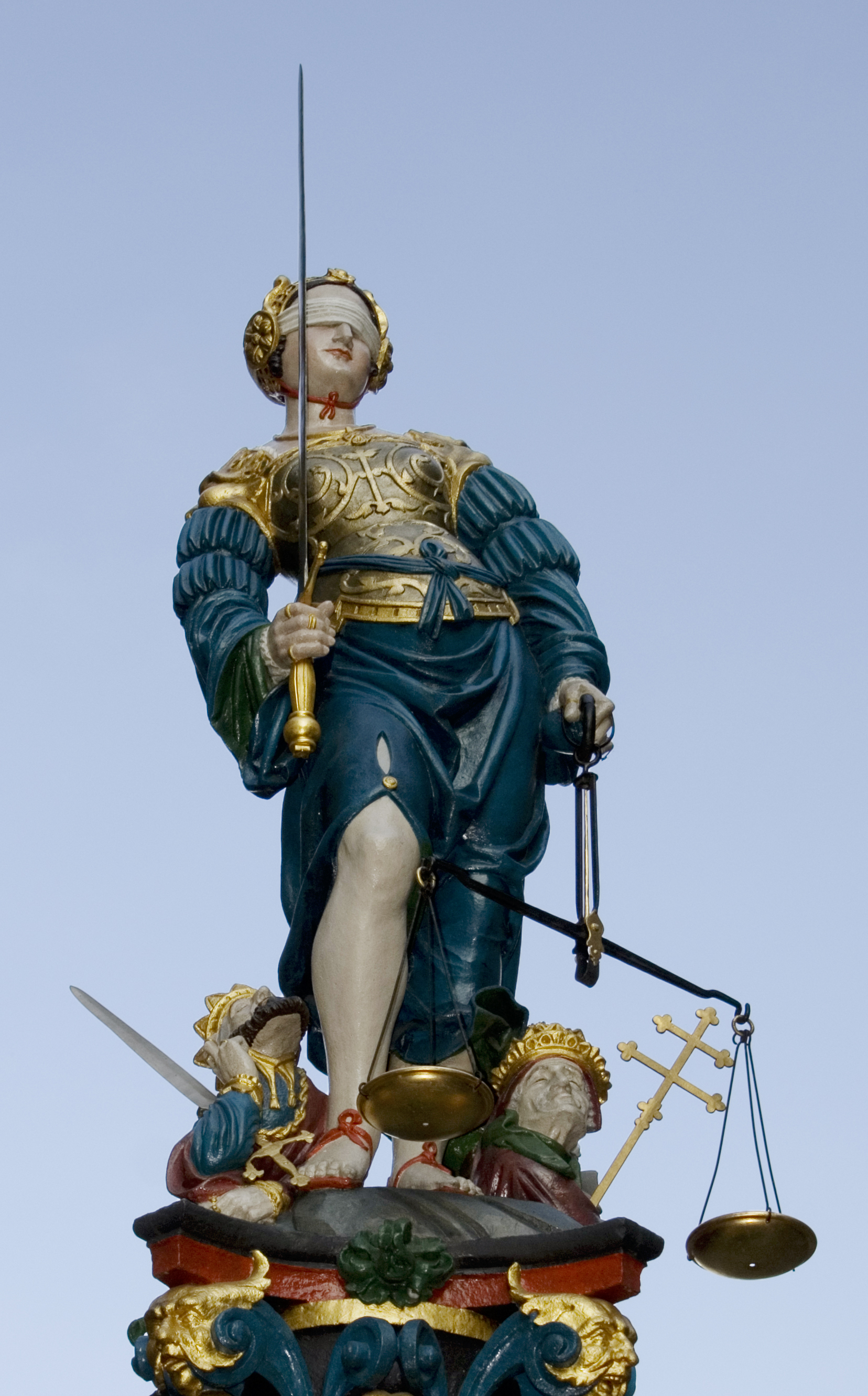
Đài phun nước Công lý
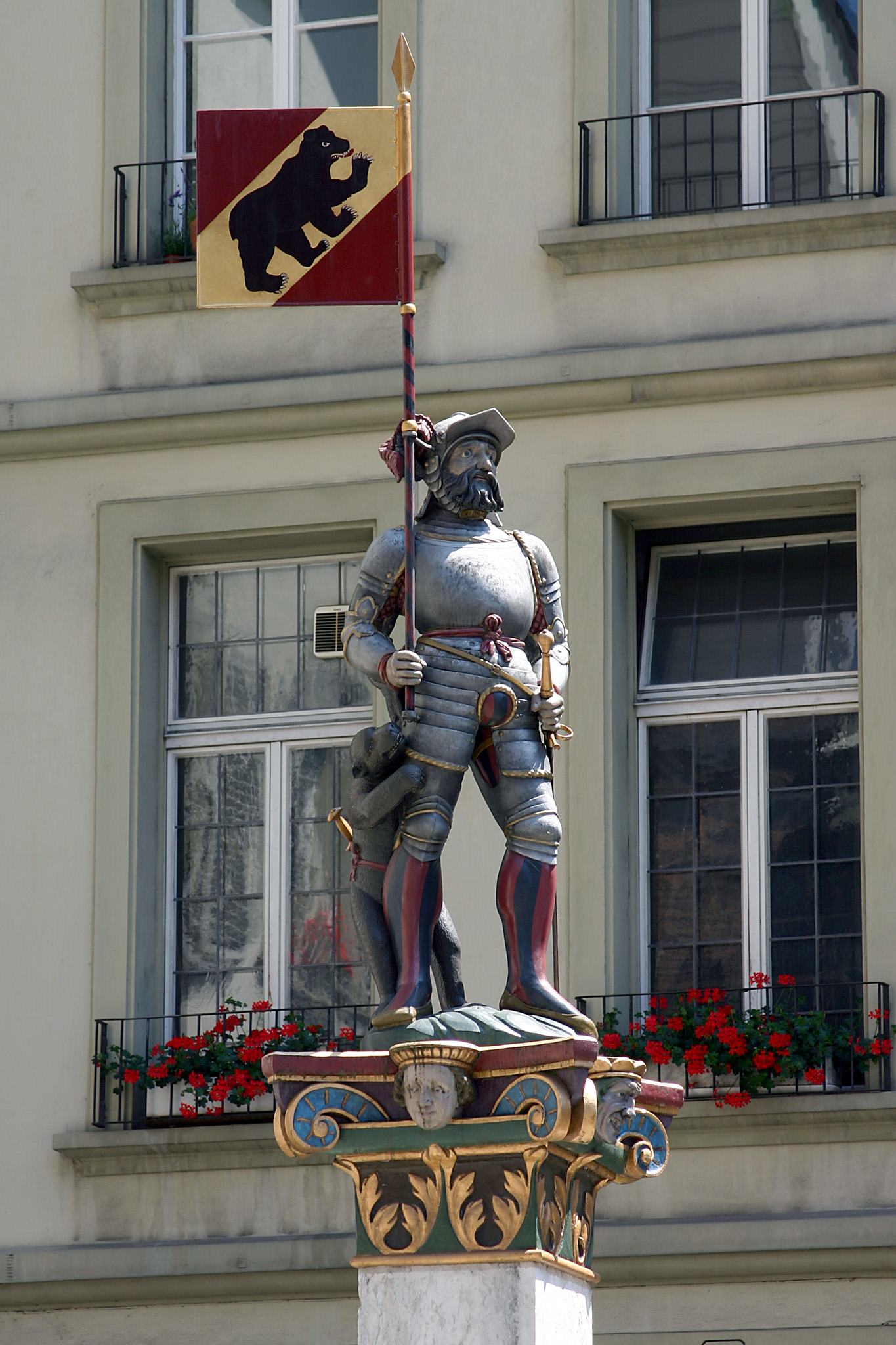
Vennerbrunnen
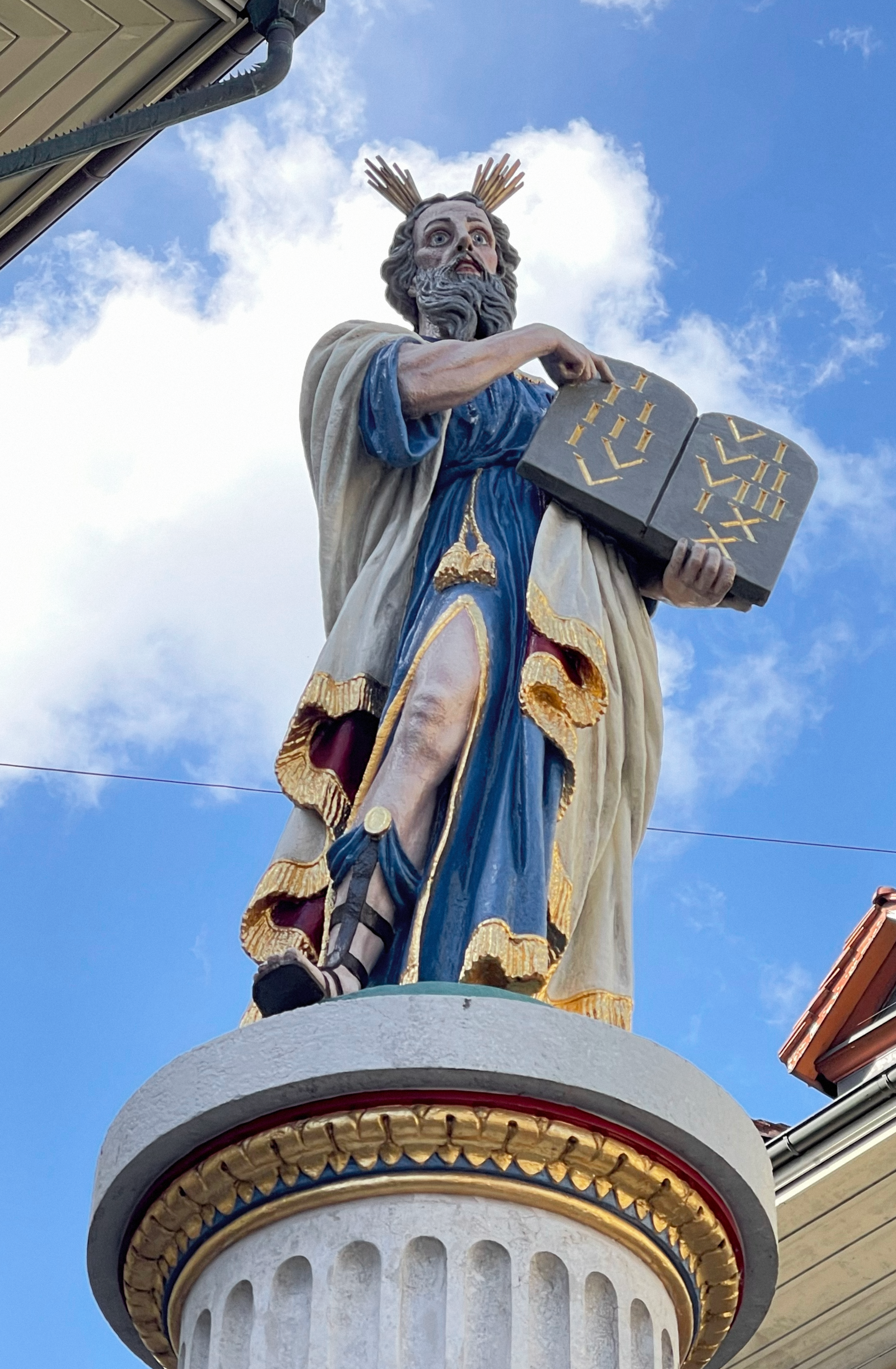
Moses với Mười điều răn
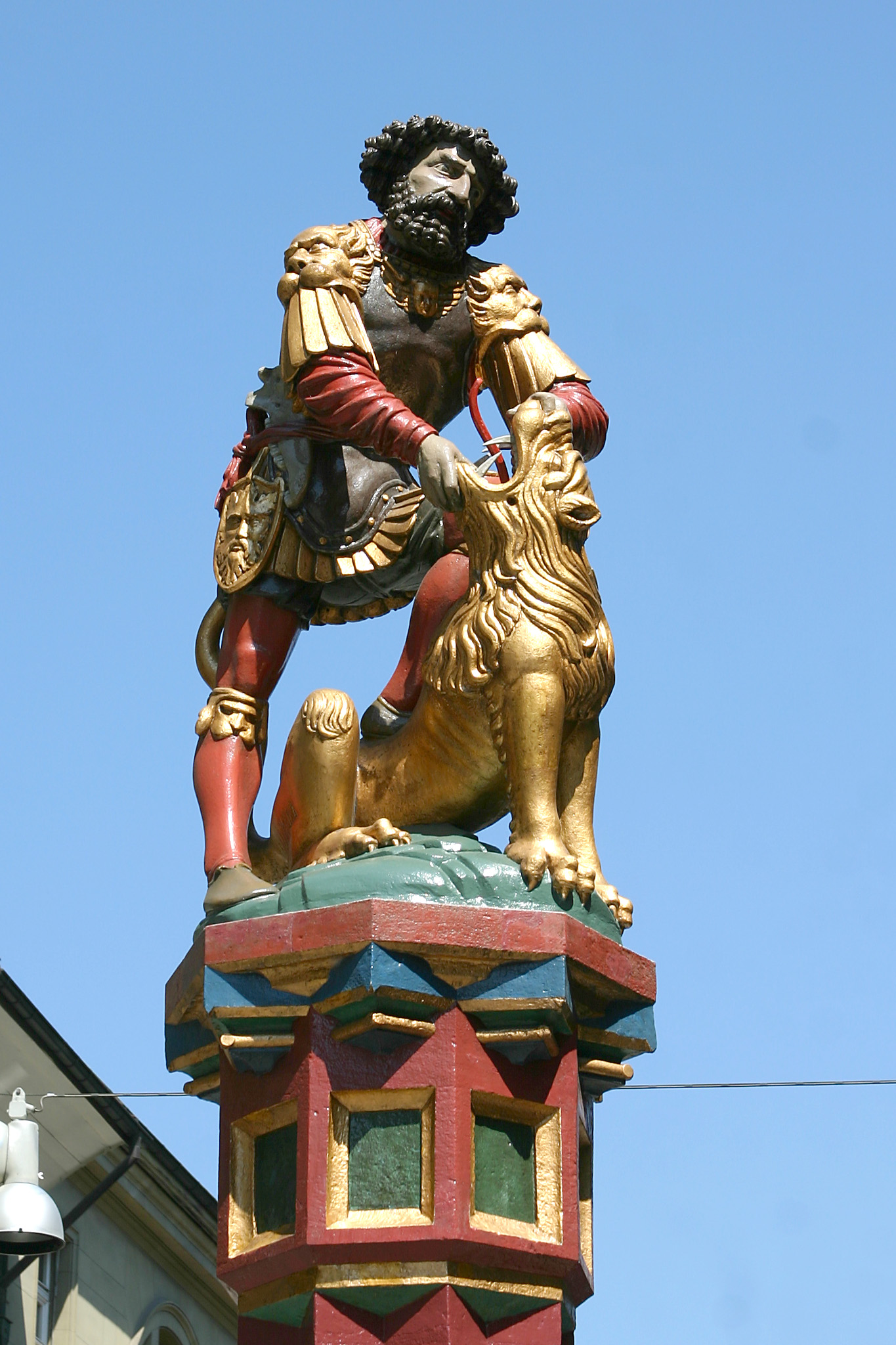
Sampson giết một con sư tử
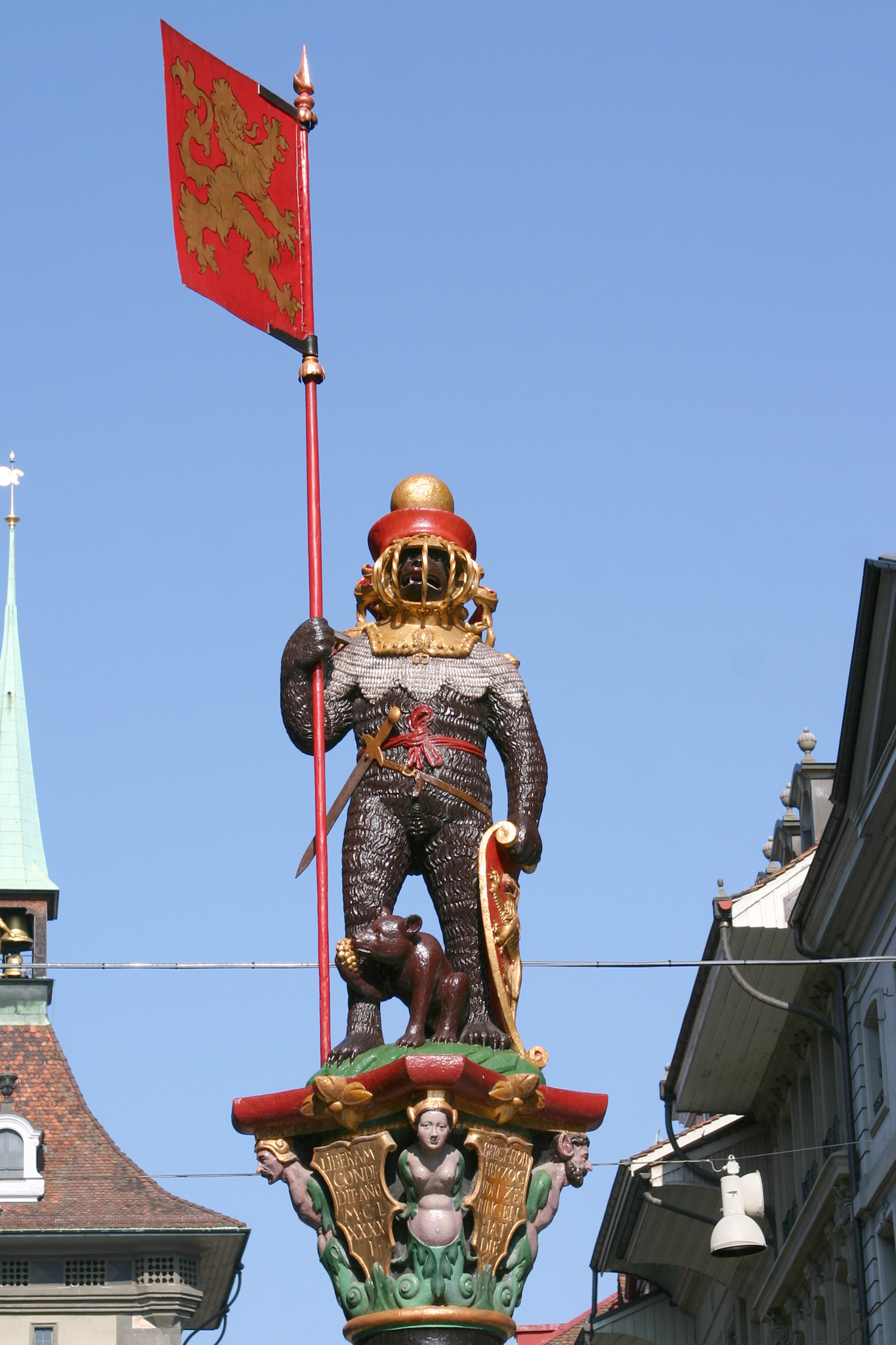
Đài phun nước Zähringer với tháp Zytglogge trong nền
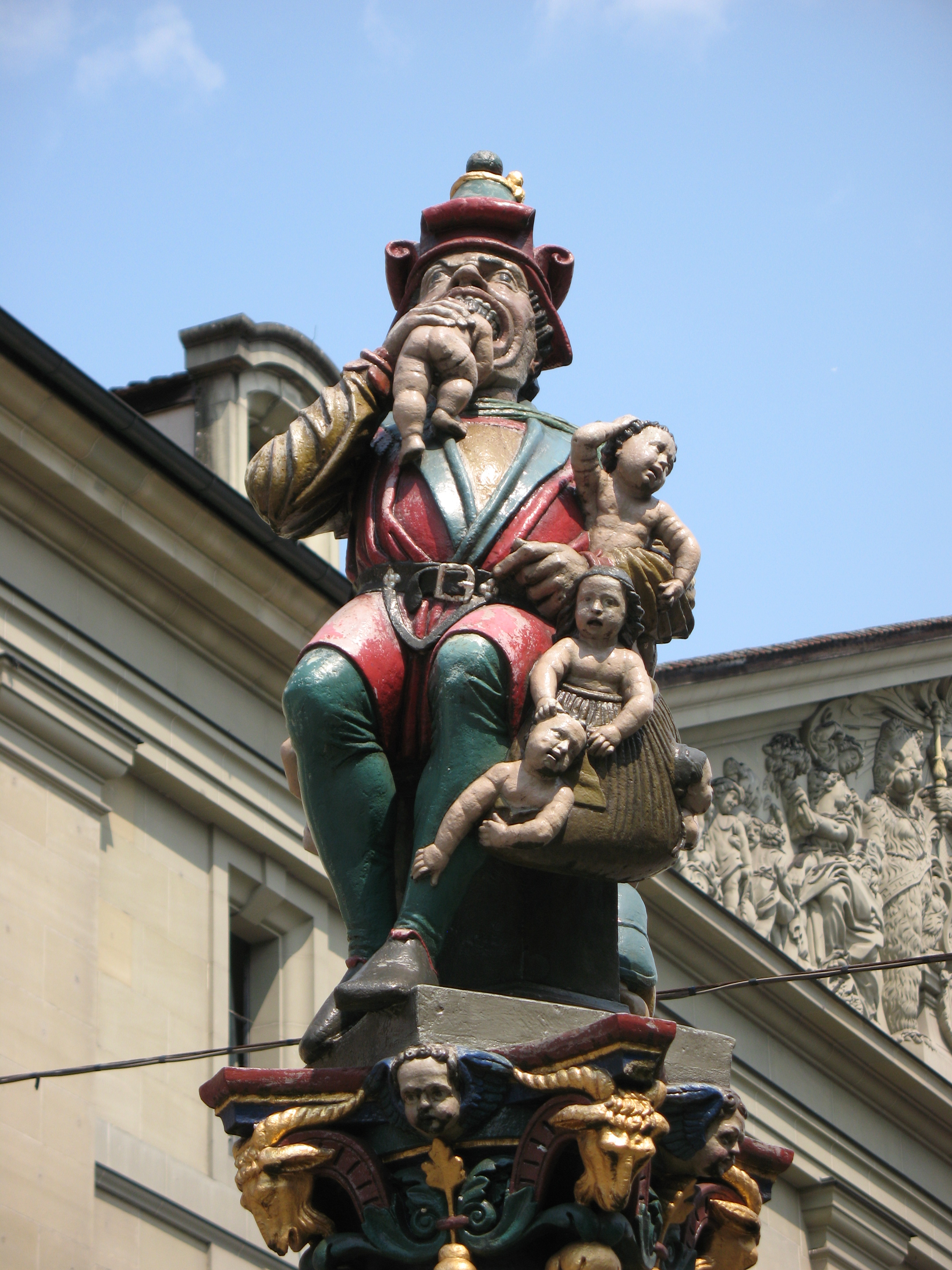
Ogre với một bao tải trẻ con chuẩn bị nuốt chửng
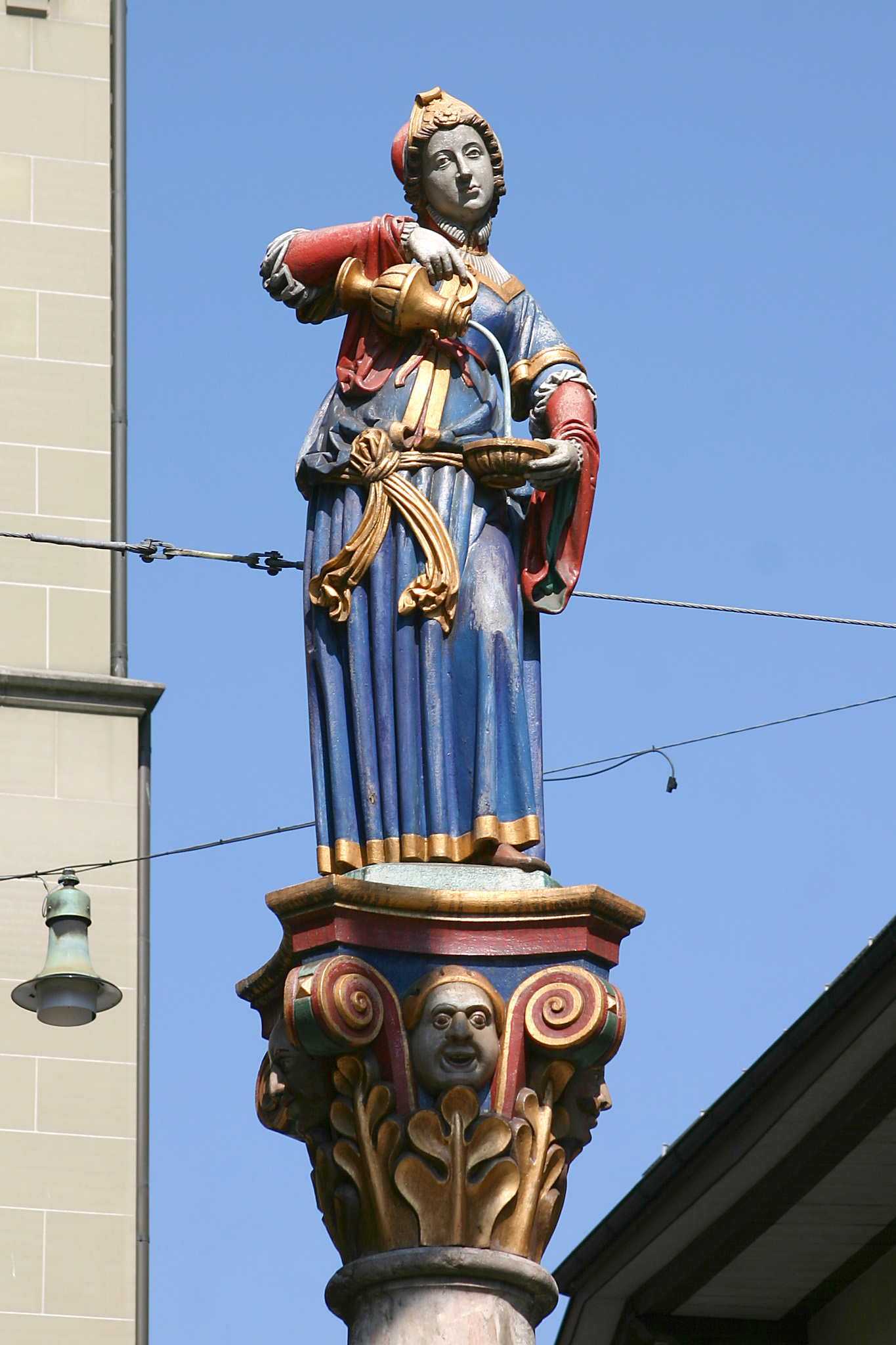
Tượng Anna Seiler, người sáng lập ra bệnh viện Bern năm 1354.